# Star Trek: Jurnalul (serie de cărți)
Star Trek Log (în română Star Trek: Jurnalul) este o serie de cărți science fiction scrise de Alan Dean Foster. Acestea conțin novelizarea unor episoade din Star Trek: Seria animată. Seria a fost publicată inițial de Ballantine Books în perioada 1974 - 1978. Fiecare volum conține  trei nuvele de Alan Dean Foster.

## Lista cărților
| Titlu               | Data            | ISBN                |
| ------------------- | --------------- | ------------------- |
| Star Trek Log One   | iunie 1974      | ISBN: 0-345-24014-6 |
| Star Trek Log Two   | septembrie 1974 | ISBN: 0-345-24184-3 |
| Star Trek Log Three | ianuarie 1975   | ISBN: 0-345-24260-2 |
| Star Trek Log Four  | mai 1975        | ISBN: 0-345-24435-4 |
| Star Trek Log Five  | iulie 1975      | ISBN: 0-345-24532-6 |
| Star Trek Log Six   | mai 1976        | ISBN: 0-345-24655-1 |
| Star Trek Log Seven | iunie 1976      | ISBN: 0-345-24965-8 |
| Star Trek Log Eight | august 1976     | ISBN: 0-345-25141-5 |
| Star Trek Log Nine  | februarie 1977  | ISBN: 0-345-25557-7 |
| Star Trek Log Ten   | ianuarie 1978   | ISBN: 0-345-27212-9 |

### Ediții omnibus (1993)
Ediții omnibus publicate de editura Del Rey. Cartea Log Ten (1978) a fost exclusăă.
| Titlu                                      | Data          | ISBN                |
| ------------------------------------------ | ------------- | ------------------- |
| Star Trek Log One / Log Two / Log Three    | ianuarie 1993 | ISBN: 0-345-38247-1 |
| Star Trek Log Four / Log Five / Log Six    | iulie 1993    | ISBN: 0-345-38522-5 |
| Star Trek Log Seven / Log Eight / Log Nine | august 1993   | ISBN: 0-345-38561-6 |

### SeriaAnimated(1996)
Ediții omnibus Star Trek: The Animated Series au fost publicate la a 30-a aniversare Star Trek de către Del Rey Books. 
| Titlu               | Data            | ISBN                |
| ------------------- | --------------- | ------------------- |
| Log One and Two     | septembrie 1996 | ISBN: 0-345-40939-6 |
| Log Three and Four  | septembrie 1996 | ISBN: 0-345-40940-X |
| Log Five and Six    | septembrie 1996 | ISBN: 0-345-40941-8 |
| Log Seven and Eight | septembrie 1996 | ISBN: 0-345-40942-6 |
| Log Nine and Ten    | septembrie 1996 | ISBN: 0-345-40943-4 |

## Traduceri în limba română
| Titlu                 | Titlu original     | Data apariției | Traducător      | Editura                               | Pagini | ISBN               |
| --------------------- | ------------------ | -------------- | --------------- | ------------------------------------- | ------ | ------------------ |
| Star Trek: Jurnalul 1 | Star Trek Log One  | 1994           | Florin Șlapac   | Editura Teora                         | 192    | ISBN 973-601-134-8 |
| Star Trek: Jurnalul 2 | Star Trek Log Two  | 1994           | Eugen Predatu   | Editura Cristian Plus                 | 220    | ISBN 973-96620-1-3 |
| Star Trek: Jurnalul 3 | Star Trek Log Tree | 1994           | Max Felix       | Editura Cristian Plus                 | 224    | ISBN 973-96620-2-1 |
| Star Trek: Jurnalul 4 | Star Trek Log Four | 1994           | Dora Sandolache | Editura Cristian Plus                 | 252    | ISBN 973-96620-3-x |
| Star Trek: Jurnalul 5 | Star Trek Log Five | 1994           | Eugen Predatu   | Editura Cristian Plus Editura Adriada | 220    | ISBN 973-97062-1-5 |
| Star Trek: Jurnalul 6 | Star Trek Log Six  | 1994           | Max Felix       | Editura Cristian Plus Editura Adriada | 200    | ISBN 973-97062-2-3 |

Fiecare volum conține  trei nuvele de Alan Dean Foster.
| Titlu                 | Nuvela #1                                                      | Nuvela #2                                  | Nuvela #3                                                                   |
| --------------------- | -------------------------------------------------------------- | ------------------------------------------ | --------------------------------------------------------------------------- |
| Star Trek: Jurnalul 1 | Dincolo de cea mai îndepărtată stea (Beyond the Farthest Star) | Anul de ieri (Yesteryear)                  | Una din planetele noastre nu mai există (One of Our Planets Is Missing)     |
| Star Trek: Jurnalul 2 | Supraviețuitorul (The Survivor)                                | Semnalul Lorelei (The Lorelei Signal)      | Vulcanianul gigant (The Infinite Vulcan)                                    |
| Star Trek: Jurnalul 3 | A fost odată pe o planetă (Once Upon a Planet)                 | Patima lui Mudd (Mudd's Passion)           | Magia de pe Megas-Tu (The Magicks of Megas-Tu)                              |
| Star Trek: Jurnalul 4 | Incidentul Terratin (The Terratin Incident)                    | Capcana timpului (The Time Trap)           | Reptilele ghinioniste (More Tribbles, More Troubles)                        |
| Star Trek: Jurnalul 5 | Elementul Ambergris (The Ambergris Element)                    | Pirații de pe Orion (The Pirates of Orion) | Jihad (The Jihad)                                                           |
| Star Trek: Jurnalul 6 | Albatros (Albatross)                                           | Glume proaste (The Practical Joker)        | Mai dureros ca mușcătura unui șarpe... (How Sharper Than a Serpent's Tooth) |

## Legături externe
- Star Trek: Jurnalul (serie de cărți) prezentarea seriei la Internet Speculative Fiction Database
- en Star Trek Logs la Memory Alpha (site wiki pentru Star Trek)

## Vezi și
- 1974 în științifico-fantastic